# Frontier (Dakota du Nord)
Pour les articles homonymes, voir Frontier.
La ville de Frontier est située dans le comté de Cass, dans l’État du Dakota du Nord, aux États-Unis. Elle comptait 214 habitants lors du recensement de 2010.
Frontier se trouve au sud de Fargo, la ville la plus peuplée de l’État.

## Démographie
| 1980 | 1990 | 2000 | 2010 | - | - |
| ---- | ---- | ---- | ---- | - | - |
| 160  | 218  | 273  | 214  | - | - |

## Source
- (en) Cet article est partiellement ou en totalité issu de l’article de Wikipédia en anglais intitulé « Frontier, North Dakota » (voir la liste des auteurs).

1. ↑  (en) « Statistiques des États-Unis - Dakota du nord - Profils des comtés de 2010 » (consulté en juin 2021)